# Om du var jag
Om du var jag är en serie novellfilmer för ungdomar skapad av Utbildningsradion i regi av Mikael Hellström. Seriestart i SVT 1 2005.

## Handling
Varje film har ett tema, se nedan. De beskriver klassiska ungdomsproblem, som till exempel svek och lögner. 

### Film 1: Astrid - Om svek
Filmen handlar om Astrid (spelad av Lovisa Wildman), en tjej som sviker sin kompis Katrine (Ann-Sofie Borja), när Astrid är med de tuffa tjejerna (som systematiskt mobbar Katrine). De tuffa tjejerna, Emma (Anna Björkman) och Felicia (Alice Roos) hatar Katrine och hånar henne öppet, ofta med dumma ord.

### Film 2: Paola - Om lögn
Filmen handlar om Paola (Maryam Bravo) som är ny i klassen. När de ska hålla en kabaré, vill Paola sjunga en "egen låt" (som egentligen hennes pappa har skrivit) på spanska. När hon spelar upp den för klassen på genrepet blir alla imponerade. Men Paolas problem är att hon inte har skrivit den själv, som alla tror.

### Film 3: Navid - Om ansvar
På spisen har Navids mamma en enorm kastrull som hon kokar dolmar i. Imorgon kommer hela släkten, och de är många. När mamma ska iväg på gympa ger hon pappa Farouk i uppdrag att passa dolmarna. Pappa tycker det är tråkigt att passa dolmarna, så han ropar till storebror att komma och passa., själv ska han en sväng förbi jobbet. Storebror passar motvilligt dolmarna när hans tjej ringer, och vips langar han över ansvaret för dolmarna på lillebror Navid. Navid tycker det är tråkigt, aldrig kokar dolmarna upp. Ibbe som spelar TV-spel väcks av att det bolmar rök från köket. Resten av familjen kommer hem en efter en, sist mamma. Navid får skulden, men vems är egentligen ansvaret?

### Film 4: Elina - Om rättvisa
Klassen hjälps åt att samla pengar till skolresan, alla utom Elina. Jämt när det ska samlas in pengar så är Elina sjuk.
Elinas kompisar tycker att hon är taskig som inte hjälper till, och i skolan kommer diskussionen upp om att de som inte hjälper till inte borde få åka med, eller åtminstone betala mer. Diskussionen blir hätsk och till slut reser sig Elinas bästis Julia upp och skriker att Elinas mamma inte har råd att betala för resan. Någon föreslår då att de ska skramla ihop 500 kronor och ge till Elina - "man ska hjälpa de fattiga". Julia springer glatt hem till Elina och berättar men Elina blir bara arg på Julia som avslöjat något hon inte själv vill berätta, och nu är hon rädd att alla ska tycka synd om henne.

### Film 5: David - Om tolerans
Får man bli arg på någon som alla tycker synd om? Och hur känns det att bli riktigt rasande arg?
När klassen konstruerar modellbyggen har hörselskadade Petter sönder Davids bygge medan läraren är borta. När läraren kommer tillbaka erkänner inte Petter vad han gjort, så David säger vad som hänt. Läraren bara slätar över problemet, så David får ett utbrott och skriker att Petter är en hörselskadad idiot. Han får alla, läraren och hela klassen emot sig. David undrar om han borde låtit det vara men samtidigt tycker han att Petter faktiskt varit dum.
Huvudperson: Karl Gullö

### Film 6: Hanna - Om respekt
Om Hanna och hennes bästis Freddie. Det är skönt att ha Freddie men hon tar lite mycket plats. Hanna känner att hon inte får nåt utrymme och Freddie verkar inte bry sig. Hur ska man göra om ens kompisar är starkare än man själv?

### Film 7: Jon - Om gränser
Jon är en liten kille som pappa tycker umgås med alldeles för farliga kompisar. När de en dag sparkar boll på skolgården och några fönsterrutor går sönder blir killarna rädda. Jon vill visa sig modig och tar på sig skulden. Pappa tror honom inte och sanningen kryper fram. Dagen därpå ignorerar kompisarna honom - de tycker han har skvallrat. Som straff ska han göra som de vill - och det gör han. När killarna kommer hem till Jon för att hämta honom, försöker pappa få honom att låta bli. "Vad vill du då? Att jag ska sitta ensam på mitt rum istället?", svarar Jon.

### Film 8: Emma - Om lojalitet
Emma måste flytta. Samtidigt är hon stjärnan i fotbollslaget och alla räknar med henne inför helgens match som hon inte kan vara med i. Hur ska hon göra? Emma vågar inte berätta för sin bästis att hon ska flytta och att hon inte kan vara med på matchen. Hon vill spela men samtidigt vill hon inte svika mamma.